# Gail Force
Gail Force (eigentlich: Heidi Lynn Beeson; * 25. Juli 1966) ist eine ehemalige US-amerikanische Pornodarstellerin und Regisseurin.

## Karriere
Force begann ihre Karriere 1984 mit dem Film The Amateurs und etablierte sich als Star der 1980er Jahre; blond und meist mit kurzgeschnittenen Haaren wirkte sie in einigen der bedeutendsten Filme des boomenden Marktes mit und überzeugte auch durch Charme und ihre Persönlichkeit, schreibt Hall Of Fame Porn und beendete sie in den frühen 1990er Jahren. Laut IAFD wurden 180 Filme veröffentlicht, in denen Szenen mit Force enthalten sind.
Sie spielte auch unter den Namen „Heidi“, „Gale Force“ und „C(h)risty Brian“.
Danach wandte sie sich der Regie zu und verantwortete so über 20 Filme.
Die AVN ehrte ihre Rolle in der Entwicklung des Gonzo-Genres, weiblicher Pornoregisseure und ihren allgemeinen Einfluss auf die Pornoindustrie mit der Aufnahme in die Hall of Fame.
Seit dem Ende ihrer Karriere, 1992, ist sie mit dem Pornoregisseur Jim Powers verheiratet.

## Auszeichnungen
- AVN Hall of Fame